# 並木 (相模原市)
並木（なみき）は、神奈川県相模原市中央区の町名。現行行政地名は並木一丁目から並木四丁目。住居表示実施済区域。

## 地理
中央区の南部に位置し、東に弥栄、南東に青葉、南西に緑が丘、西に光が丘、北に千代田と接している。

## 世帯数と人口
2020年（令和2年）10月1日現在（国勢調査）の世帯数と人口（総務省調べ）は以下の通りである。
| 丁目       | 世帯数    | 人口    |
| ---------- | --------- | ------- |
| 並木一丁目 | 268世帯   | 600人   |
| 並木二丁目 | 520世帯   | 1,224人 |
| 並木三丁目 | 802世帯   | 1,856人 |
| 並木四丁目 | 576世帯   | 1,509人 |
| 計         | 2,166世帯 | 5,189人 |

### 人口の変遷
国勢調査による人口の推移。
| 年                 | 人口  |
| ------------------ | ----- |
| 1995年（平成7年）  | 5,573 |
| 2000年（平成12年） | 5,596 |
| 2005年（平成17年） | 5,411 |
| 2010年（平成22年） | 5,291 |
| 2015年（平成27年） | 5,339 |
| 2020年（令和2年）  | 5,189 |

### 世帯数の変遷
国勢調査による世帯数の推移。
| 年                 | 世帯数 |
| ------------------ | ------ |
| 1995年（平成7年）  | 1,844  |
| 2000年（平成12年） | 1,971  |
| 2005年（平成17年） | 1,979  |
| 2010年（平成22年） | 2,026  |
| 2015年（平成27年） | 2,112  |
| 2020年（令和2年）  | 2,166  |

## 学区
市立小・中学校に通う場合、学区は以下の通りとなる（2023年5月時点）。
| 丁目       | 番・番地等 | 小学校               | 中学校               |
| ---------- | ---------- | -------------------- | -------------------- |
| 並木一丁目 | 全域       | 相模原市立並木小学校 | 相模原市立弥栄中学校 |
| 並木二丁目 | 全域       | 相模原市立並木小学校 | 相模原市立弥栄中学校 |
| 並木三丁目 | 全域       | 相模原市立並木小学校 | 相模原市立弥栄中学校 |
| 並木四丁目 | 全域       | 相模原市立青葉小学校 | 相模原市立弥栄中学校 |

## 事業所
2021年（令和3年）現在の経済センサス調査による事業所数と従業員数は以下の通りである。
| 丁目       | 事業所数 | 従業員数 |
| ---------- | -------- | -------- |
| 並木一丁目 | 18事業所 | 161人    |
| 並木二丁目 | 10事業所 | 108人    |
| 並木三丁目 | 34事業所 | 234人    |
| 並木四丁目 | 25事業所 | 110人    |
| 計         | 87事業所 | 613人    |

### 事業者数の変遷
経済センサスによる事業所数の推移。
| 年                 | 事業者数 |
| ------------------ | -------- |
| 2016年（平成28年） | 95       |
| 2021年（令和3年）  | 87       |

### 従業員数の変遷
経済センサスによる従業員数の推移。
| 年                 | 従業員数 |
| ------------------ | -------- |
| 2016年（平成28年） | 529      |
| 2021年（令和3年）  | 613      |

## 交通
- 神奈川県道57号相模原大蔵町線

## 施設
- 相模原市立並木小学校
- 相模原市立青葉小学校
- スーパー三和 並木店[14]

## その他

### 日本郵便
- 郵便番号 : 252-0228[3]（集配局 : 相模原郵便局[15]）。